# Rhagadolyra handlirschi
Rhagadolyra handlirschi är en tvåvingeart som beskrevs av Friedrich Georg Hendel 1907. Rhagadolyra handlirschi ingår i släktet Rhagadolyra och familjen lövflugor. Inga underarter finns listade i Catalogue of Life.